# Agnes av Frankrike (hertiginna av Burgund)
Agnes av Frankrike, född 1260, död 19/20 december 1327 i Cote d'Or, var en hertiginna av Burgund genom sitt äktenskap med hertig Robert II av Burgund. Hon var Burgunds regent som förmyndare för sin son 1306-1311.
Hon var dotter till kung Ludvig IX av Frankrike och Margareta av Provence. Vigseln ägde rum år 1279. Efter makens död var hon regent som förmyndare för sin omyndige son Hugo V av Burgund från 1306 till 1311. Hon begravdes i Abbaye de Citeaux.